# 藤沢市立高浜中学校
藤沢市立高浜中学校（ふじさわしりつ たかはまちゅうがっこう）は、神奈川県藤沢市にある公立中学校。

## 沿革
- 1973年（昭和48年）4月 - 創立（藤沢市立湘洋中学校より分離・開校）
- 1977年（昭和52年）3月 - 校歌制定。
- 1985年（昭和60年）3月 - 第3期校舎増築工事完了。
- 2000年（平成12年）8月 - パソコン室にパソコン40台設置。
- 2004年（平成16年）3月 - プールに温水シャワー設置。
- 2014年（平成26年）4月 - 普通教室エアコン設置完了。

## 教育目標
自立（自律）・協働・感謝

## 学区
辻堂1丁目の一部、辻堂3丁目、辻堂4丁目、辻堂5丁目、辻堂6丁目、辻堂西海岸

## 進学前小学校
- 藤沢市立高砂小学校
- 藤沢市立浜見小学校

## アクセス
- JR東海東海道本線辻堂駅南口から徒歩15分